# Cycle solaire 2
Le cycle solaire 2 est le deuxième cycle solaire depuis 1755, date du début du suivi continu de l'activité et des taches solaires. Il a commencé en 1766 et s'est achevé en 1775.